# William Lloyd Garrison House
Das William Lloyd Garrison House (auch Rockledge bzw. St. Monica’s Home) ist ein historisches Wohnhaus in Boston im Bundesstaat Massachusetts der Vereinigten Staaten. Es wurde Mitte des 19. Jahrhunderts errichtet und nach seinem Eigentümer William Lloyd Garrison benannt, der dort bis zu seinem Tod im Jahr 1879 wohnte. 1989 wurde es als Contributing Property des Roxbury Highlands Historic District eingestuft, nachdem es bereits 1965 als National Historic Landmark in das National Register of Historic Places eingetragen worden war. Heute ist das Gebäude Teil des Emmanuel College.

## Architektur
Das William Lloyd Garrison House steht auf einer Felsleiste (englisch rock ledge) über der westlichen Seite der Highland Street im Bostoner Stadtteil Roxbury. Das exakte Baudatum ist nicht bekannt, jedoch wurde es auf die Mitte des 19. Jahrhunderts datiert. Fotos aus der Zeit, in der Garrison das Haus bewohnte, zeigen das ursprüngliche Erscheinungsbild des Hauses und belegen teilweise erhebliche bauliche Veränderungen, die im Laufe der Zeit durchgeführt wurden. So wurden die Ecksteine entfernt, die Stülpschalung größtenteils mit einer Holzfassade verkleidet und ein zweiter Erker an der Nordseite hinzugefügt. An der Südseite entstand eine Feuertreppe. Auch im Inneren wurde das Gebäude erheblich verändert, vor allem in der Zeit nach Garrisons Tod, jedoch betrafen diese lediglich Veränderungen der Raumaufteilungen und -ausstattungen, ohne die grundlegende Struktur des Bauwerks zu modifizieren.

## Geschichte
Garrison lebte in diesem Haus von 1864 bis 1879. Die „Rockledge Association“ übernahm nach seinem Tod das Eigentum und sorgte für die Instandhaltung, bis sie es 1904 an die „Episcopal Sisters of the Society of St. Margaret“ weitergab, die es zu einem Kranken- und Altenpflegezentrum für Frauen mit dem Namen „St. Monica’s Home“ umbauten. 2012 wurde das Gebäude vom Bostoner Emmanuel College gekauft und dem Campus „Notre Dame“ angegliedert.
Der 1805 in Newburyport geborene Garrison begann im Alter von 14 Jahren eine Ausbildung als Drucker, die er 1825 erfolgreich beendete. Zu diesem Zeitpunkt hatte er bereits einige Artikel für die Zeitung geschrieben, die sein Arbeitgeber veröffentlichte. 1826 kaufte er eine Lokalzeitung und nannte sie The Free Press, für die er ein Editorial gegen die Sklaverei schrieb und in der er als erster Verleger die Gedichte von John Greenleaf Whittier veröffentlichte. Die Zeitung war jedoch kommerziell nicht erfolgreich, sodass Garrison nach Boston zog und dort als Drucker arbeitete.
1828 wurde er zum Mitherausgeber der Zeitung National Philanthropist, die sich der Abstinenzbewegung angeschlossen hatte. Zu dieser Zeit traf er auf den Quäker und Abolitionisten Benjamin Lundy, der sich bereits in der Anti-Sklaverei-Bewegung engagierte und Garrison überzeugte, sich ihr ebenfalls anzuschließen. Nach einer kurzen Phase als Editor einer Zeitung in Vermont kehrte er im März 1829 nach Boston zurück und veröffentlichte am Unabhängigkeitstag desselben Jahres seinen ersten von zahllosen Artikeln gegen die Sklaverei.
Im Spätsommer 1829 zog er nach Baltimore, um Lundy bei der Veröffentlichung der Abolitionistenzeitung Genius of Universal Emancipation zu unterstützen. Er forderte darin als einer der ersten die „sofortige und vollständige Emanzipation“ der Sklaven. Der eher gemäßigte Lundy distanzierte sich bald von den immer gewalttätiger werdenden Ansichten Garrisons und zeigte sich erleichtert, als dieser nach der Verbüßung einer Gefängnisstrafe, zu der er aufgrund eines Artikels verurteilt worden war, wieder nach Boston zog.
1830 gründete Garrison den als Periodikum konzipierten The Liberator, dessen erste Ausgabe am 1. Januar 1831 erschien. Obwohl die Zeitung ihre Ausgaben kaum deckte und nie mehr als 3000 Abonnenten hatte, erregte sie das Interesse der US-amerikanischen Bevölkerung wie kaum eine zweite. Garrison forderte in ihr unmissverständlich das sofortige Ende der Sklaverei und stellte die Veröffentlichung erst mit dem Inkrafttreten des 13. Zusatzartikels zur Verfassung der Vereinigten Staaten ein; am 29. Dezember 1865 erschien die letzte Ausgabe des Liberator.
Neben dem Liberator engagierte sich Garrison an vielen weiteren Stellen für die Abschaffung der Sklaverei. So gründete er mit der New England Anti-Slavery Society den Vorläufer der Massachusetts Anti-Slavery Society, schrieb das Buch „Thoughts on African colonization“ und besuchte 1833 Abolitionisten in England, woraufhin er bei seiner Rückkehr einen Galgen vor seiner Haustür vorfand. 1833 war er Mitgründer der American Anti-Slavery Society in Philadelphia und heiratete 1834 Helen Benson, mit der er sieben Kinder bekam und die ihn stets bei seiner Arbeit unterstützte.
Aufgrund seiner veröffentlichten Ansichten hatte Garrison viele einflussreiche Feinde; so finanzierten reiche Bostoner Bürger im August 1835 ein großes Anti-Abolitionistentreffen in der Faneuil Hall, und im Oktober desselben Jahres entkam Garrison nur knapp einem Mob, der ein Treffen der Female Anti-Slavery Society stürmte und ihn durch die Bostoner Straßen jagte. Aufgrund seiner sehr liberalen religiösen Ansichten brachte er zudem den Klerus gegen sich auf.
Als er 1842 noch immer keinen Fortschritt bei der Abschaffung der Sklaverei erkennen konnte, begann er damit, die Aufspaltung der Vereinigten Staaten zu propagieren. Am 4. Juli 1854 verbrannte er in einer radikalen Aktion Exemplare der Verfassung der Vereinigten Staaten, des Fugitive Slave Law of 1850 sowie einige Gerichtsentscheide zum Vorteil der Sklaverei. Garrisons Ansichten gewannen in den nördlichen Bundesstaaten zunehmend an Popularität, und mit dem Ausbruch des Sezessionskriegs 1861 hatte er mehr als sonst jemand zum moralischen Kern dieses Konflikts beigetragen.